# Synaxis (bướm đêm)
Synaxis là một chi bướm đêm thuộc họ Geometridae.